# Ferindonald
Ferindonald (Schots-Gaelisch: Fearann Dòmhnaill) is een dorp op het eiland Skye in de Schotse lieutenancy Ross and Cromarty in het raadsgebied Highland.